# 馬特·尼古拉斯·比昂迪
馬休·“馬特”·尼古拉斯·比昂迪（英語：Matthew "Matt" Nicholas Biondi，1965年10月8日—），美國男子游泳運動員。比昂迪曾在漢城奧運上奪得7塊獎牌（其中包括5面金牌），追平了另一位美國游泳運動員馬克·史畢茲創下的奧運紀錄，這個紀錄直到2004年雅典奧運才被邁克爾·弗雷德·菲爾普斯打破，菲爾普斯於該屆奧運奪得8枚獎牌。

## 生平
比昂迪出生在加利福尼亞州的帕羅奧圖，然後他在蒙拉加（Moraga）以游泳及水球選手開始運動員生涯。隨著比昂迪進入青少年時期，他在游泳上驚人的能力便開始顯露出來，特別是在短距離上。雖然他直到進入Campolindo高中後才練習游泳一整年。比昂迪在高中時期成為美國頂尖的學生運動員，並創下50碼自由泳20.40秒的美國紀錄。比昂迪後來獎學金柏克萊加利福尼亞大學的獎學金來游泳與練習水球，後來在1983年進入該校就讀。在進入大學頭一年中，比昂迪開始在柏克萊NCAA的水球隊中出賽。
比昂迪於1984年入選美國奧運游泳代表隊，並在洛杉磯奧運中幫助美國隊獲得4x100公尺自由泳接力金牌，並且打破世界紀錄。回到柏克萊之後，比昂迪在1985年秋季參加該校的NCAA水球隊，並在1985年冬季奪得8項的NCAA游泳冠軍。他也是1985年、1986年與1987年的NCAA年度游泳運動員，並且在這段時期創下幾次新的世界紀錄。
比昂迪在1985年首次獨自創下世界紀錄，直到退休為止，他總共打破12次世界紀錄。他也是弟一位在100公尺自由泳中游進49秒之內的運動員，等到1988年時，這個項目最快的十次紀錄已經被比昂迪完全佔據了。比昂迪總共在50公尺、100公尺、200公尺自由泳及100公尺蝶泳這些項目獲得24次美國錦標賽的冠軍。比昂迪在1988年首爾奧運中奪得7面獎牌，並在50公尺、100公尺自由泳、4x100公尺混合泳接力、4x100公尺自由泳接力與4x100公尺自由泳接力獲得金牌。他也在1986年與1991年這兩次世界游泳錦標賽中獲得11面獎牌，其中包括6面金牌。比昂迪曾經入圍詹姆斯·E·蘇利文獎（James E. Sullivan Award）、也獲選為合眾國際社年度運動員、美國奧運委員會年度運動員及2次《游泳世界雜誌》（Swimming World）的年度男子運動員（1986年與1988年）。比昂迪也是美國奧運名人堂（United States Olympic Hall of Fame）與國際游泳名人堂（International Swimming Hall of Fame）的成員。
比昂迪於1998年以工業化社會的政治經濟（PEIS）學位畢業於柏克萊大學。目前他居住在夏威夷的威美亞（Waimea），並且在學校中教授數學、美國歷史、個人經驗與游泳。比昂迪與妻子克莉斯汀在1995年結婚，他們的第一個孩子於1998年出世。后与妻子离婚，和孩子移居洛杉矶，在塞拉峽谷高中教数学兼游泳队教练。

## 紀錄

### 世界記錄
比昂迪總共打破12次世界紀錄，其中6次為獨立完成。

### 奧運紀錄
比昂迪總共獨立打破2次奧運紀錄。
| 賽事                     | 地點 | 項目          | 名次 | 成績   |
| ------------------------ | ---- | ------------- | ---- | ------ |
| 1988年夏季奧林匹克運動會 | 首爾 | 50公尺自由泳  | 金牌 | 22秒14 |
| 1988年夏季奧林匹克運動會 | 首爾 | 100公尺自由泳 | 金牌 | 48秒63 |